# Брайтенфурт-бай-Він
Брайтенфурт-бай-Він (нім. Breitenfurt bei Wien) — ринкове містечко з 6010 жителями (станом на 1 січня 2023) на південний захід від Відня в районі Медлінг у Нижній Австрії.

## Географія

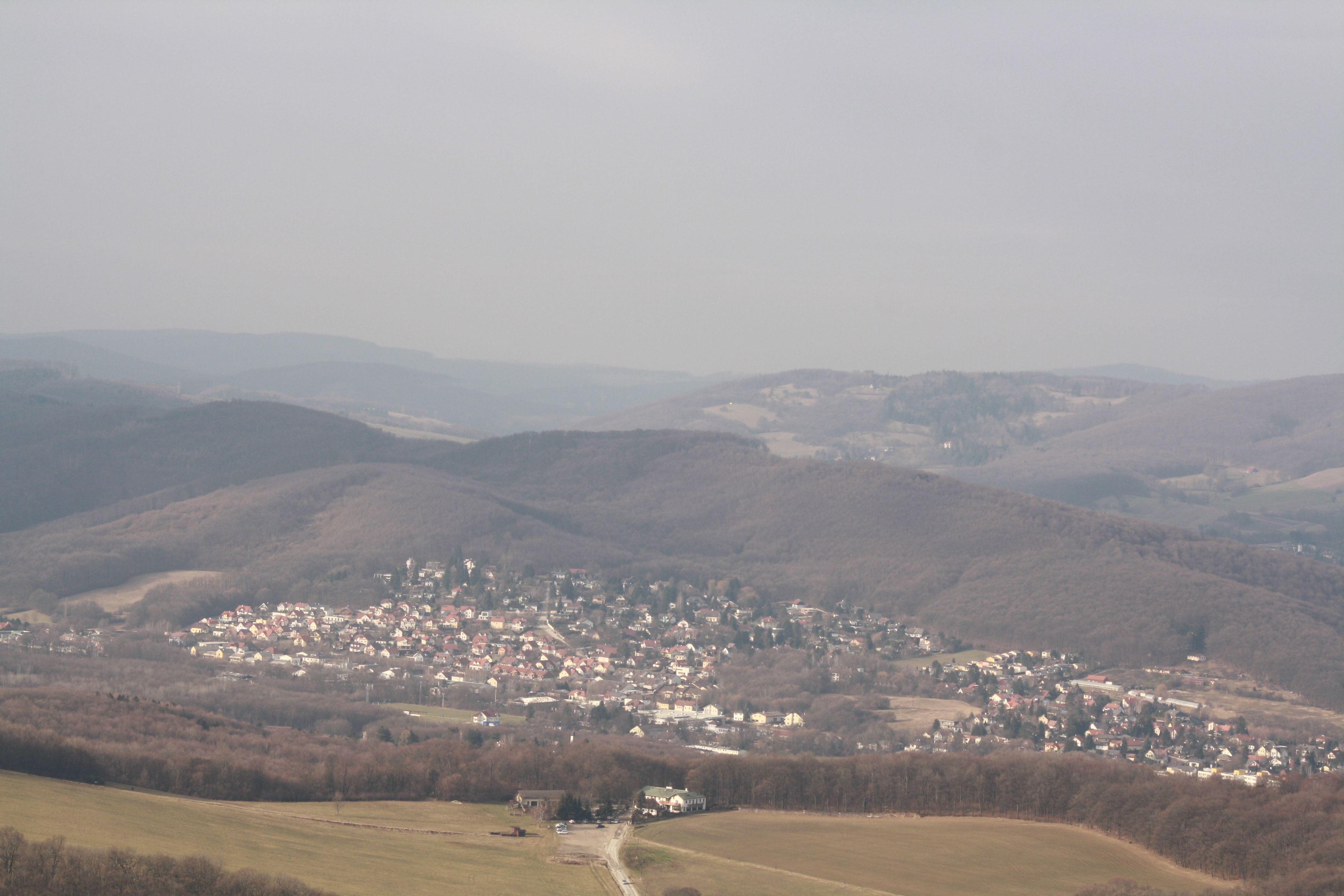
Вид на Брайтенфурт-схід з Йозефсварте в Перхтольдсдорфі

Брайтенфурт розташований безпосередньо на кордоні міста Відень, у Віденському лісі в долині Райхен-Лізінг і включає район джерела. Геологічно воно розташоване на південній околиці Лаабер Наппе у флішовій зоні та межує з вапняковим масивом Кальтенлейтгбен. За площею муніципалітет є одним із найбільших в окрузі, тому його щільність становить лише 197 осіб на квадратний кілометр. Місце має великі перепади висот і знаходиться між 252 і 567 метрами.

## Конгрегаційна структура
Муніципальна територія розділена на дві кадастрові громади Брайтенфурт і Гохротерд.
Брайтенфурт – це розпорошене поселення, яке складалося з 12 ізольованих окремих поселень після Другої світової війни. До 2001 року, окрім головного міста Брайтенфурт-Ост, Гнилих Гросхенігграбен, Хохротерд, Лінкер Грабен і Рехтер Грабен, у Нижньому існували поселення Хіршентанц, Брайтенфурт-Захід, Айгенгаймзідлунг, Кляйнер Земмерінг і Остенде, а також кілька індивідуальних садиб Австрії. У 2001 році муніципалітет складався лише з одного однойменного села.

## Історія
Брайтенфурт був заснований відносно пізно і вперше з'явився в документах у 1622 році як населений пункт, тоді як до того часу Брайтенфурт використовувався лише як назва поля. До штурму турків у 1683 році на території сучасного муніципалітету був імператорський мисливський будиночок, руїни якого досі прикрашають герб міста. Після турецької облоги в Брайтенфурті було ще 20 будинків. Однак незабаром ця територія була заселена поселенцями із Зальцбурга, Баварії та Штирії. Мешканці були переважно деревообробниками, які на 1721 рік проживали в 42 будинках. Ще 32 будинки були в інших районах сьогоднішньої громади. У 1714-1732 роках бухгалтер і заступник міністерського банкіра Грегор Вільгельм фон Кірхнер збудував у селі бароковий замок, який у 1796 році майже повністю зруйнували та від якого сьогодні залишилася лише парафіяльна церква (колишня замкова каплиця).

## Культура і пам'ятки

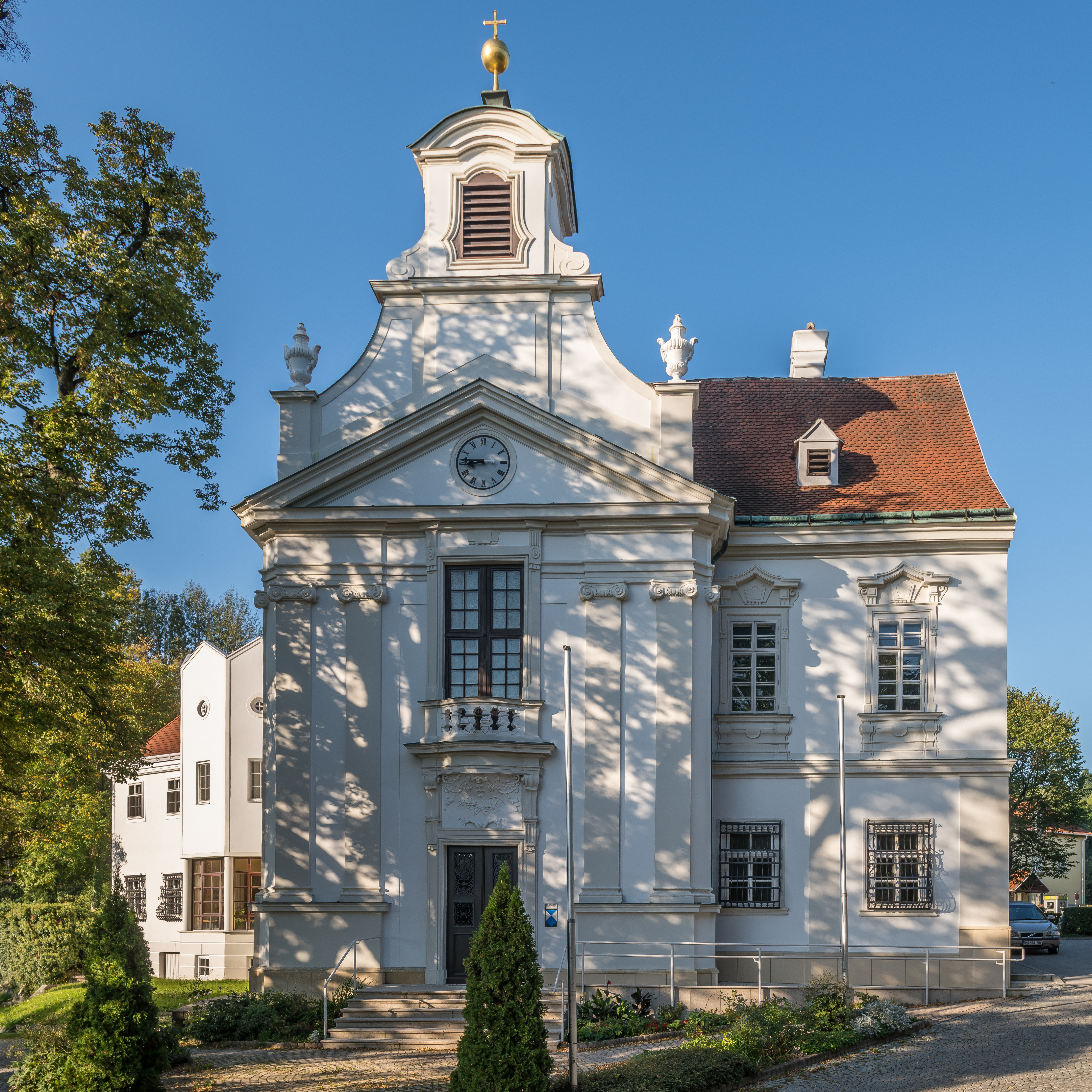
Парафіяльна церква Брайтенфурт поблизу Відня-Св. Йоганн Непомук
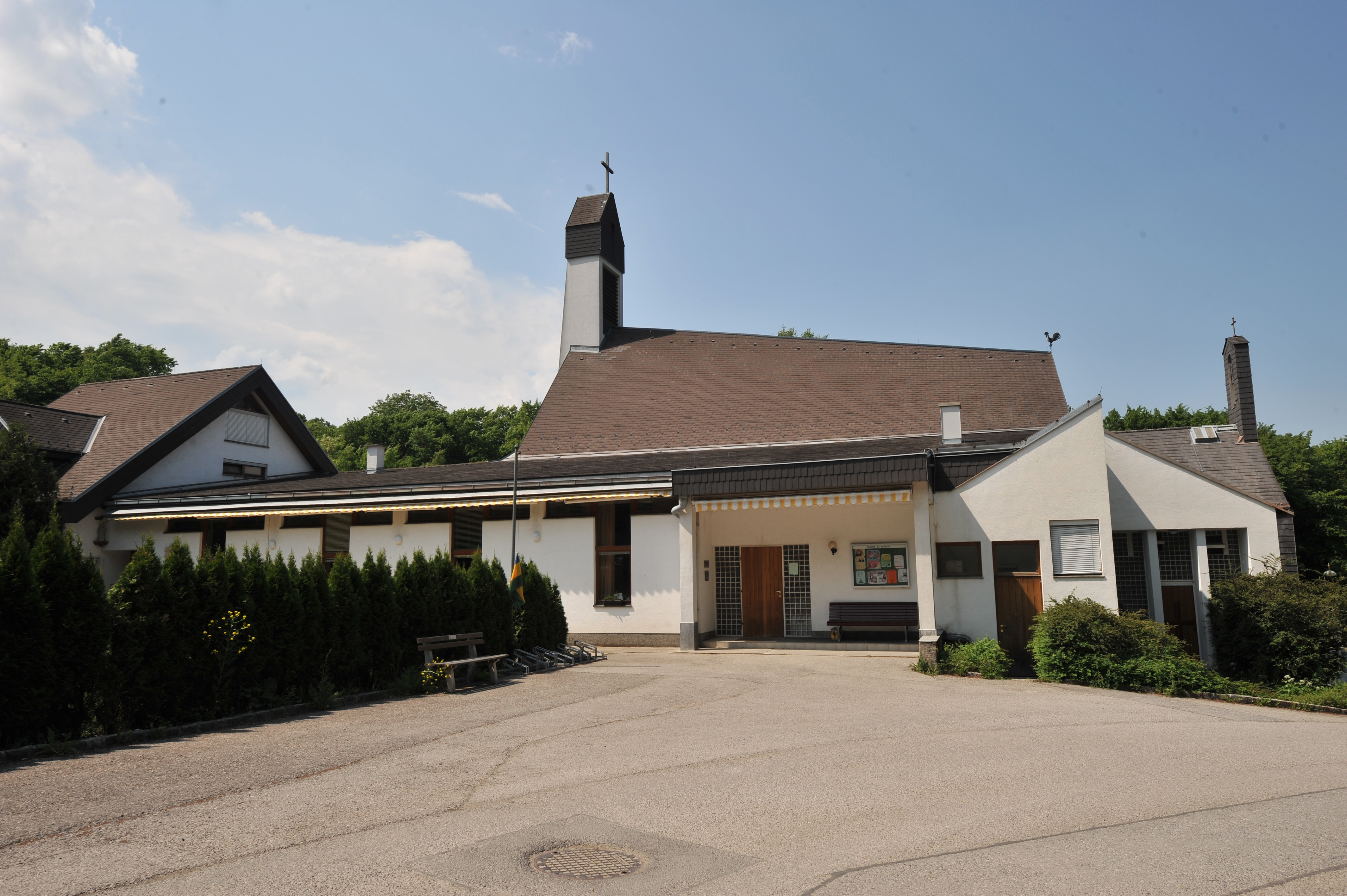
Парафіяльна церква Брайтенфурт поблизу Відня-Св. Боніфацій